# Tarō Hasegawa
Tarō Hasegawa (jap. 長谷川 太郎 Hasegawa Tarō; ur. 17 sierpnia 1979) – japoński piłkarz występujący na pozycji napastnika.

## Kariera klubowa
Od 1998 do 2010 roku występował w klubach Kashiwa Reysol, Albirex Niigata, Ventforet Kofu, Tokushima Vortis, Yokohama FC i Giravanz Kitakyushu.